# Rosa virginiana
Rosa virginiana (шипшина вірджинська) — вид рослин з родини розових (Rosaceae); поширений у східній Канаді, на північному сході США, на Сен-П'єр і Мікелоні.

## Опис

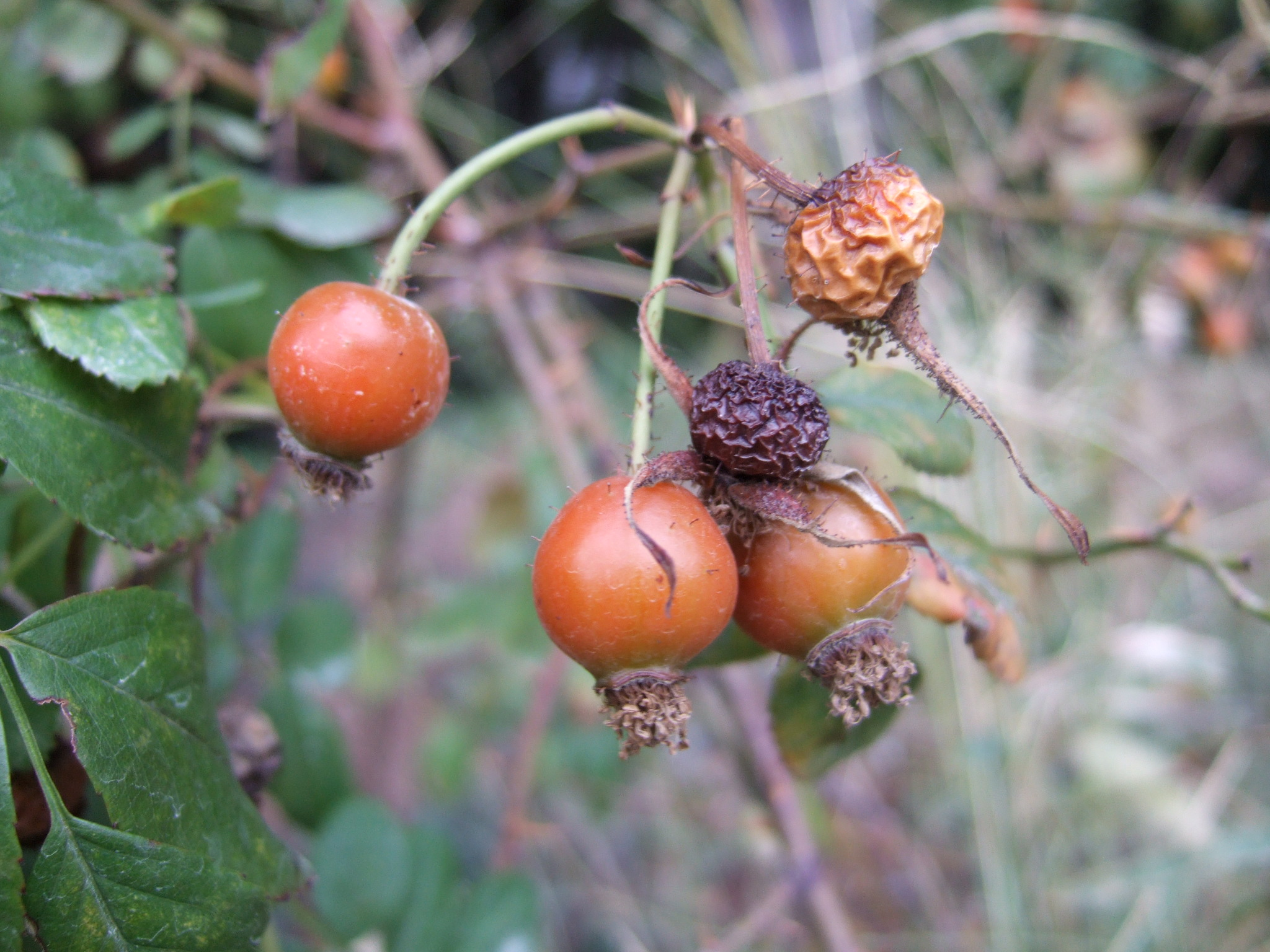
плоди шипшини

Кущ, утворює густі зарості. Стебла від прямовисних до висхідних, (2)10–30 дм, густо розгалужені; кора від червоного до пурпурно-червоного кольору, гладка; колючки парні або поодинокі, зазвичай вигнуті, іноді випростані або відхилені. Листки 5–8(11) см; прилистки 14–25 × 4–9 мм; ніжка й ребро листка іноді з колючками, голі або запушені; листочків 5–7(9), ніжки 6–14 мм, пластинки від вузько еліптичної до яйцюватої форми, 17–32 × 6–16 мм, клиноподібна основа, краї 1–2-зубчасті, верхівки гострі, іноді тупі, низ блідо-зелений, голий або запушений, верх насичено-зелений,  восени стають пурпурувато-червоними, блискучими, голими. Суцвіття щиткові, 1–6(15)-квіткові. Квітки діаметром 4.3–5.5 см; чашолистки ланцетні, 20–40 × 2.5–4 мм, кінчик 6–12 × 0.5–2 мм; пелюстки від рожевих до трояндових, рідше білі, 22–26 × 25–30 мм. Плоди шипшини від оранжево-червоних до червоних або червоно-чорних, від кулястих до стиснено-кулястих, м'ясисті, гладкі, залозисті. Сім'янки 8–14, жовтувато-коричневі, 3–4 × 1.5–3.5 мм. 2n = 28.
Період цвітіння: червень — початок серпня.

## Поширення
Поширення: Сен-П'єр і Мікелон, східна Канада, північний схід США. Інтродукований у Європі.
Населяє трав'янисті місцевості, лісисті місцевості, скелі, морські пустища й трав'янисті місцевості, канави, старі поля, узлісся вологих ялинових лісів, скелясті виступи, вологі зарості, болота, струмки, прибережні землі; 0–200 м.